# Schismatogobius deraniyagalai
Schismatogobius deraniyagalai е вид лъчеперка от семейство Попчеви (Gobiidae).

## Разпространение
Видът е разпространен в Индия и Шри Ланка.